# Пестроголовый чешуйчатый древолаз
Пестроголовый чешуйчатый древолаз (лат. Lepidocolaptes souleyetii) — вид воробьиных птиц семейства печниковых, гнездящийся в тропических лесах Нового Света, от Южной Мексики до северо-западной части Перу, северной Бразилии и Гайаны, а также на острове Тринидад.
Этот вид древолазов населяет низменности до 1500 м над уровнем моря, хотя, как правило, он живёт ниже 900 м во влажной светлой лесистой местности, на плантациях, в садах и полянах с деревьями. Гнездо строится в виде листа в полости деревьев или в старых дуплах дятлов, и откладывается 2 белых яйца.
Пестроголовый чешуйчатый древолаз обычно имеет длину 19 см и массу 28 грамм. Эта птица имеет смуглый верх с тонкими полосами на макушке, шее и верхней части спины, каштановые огузок, крылья и хвост, нижняя часть тела имеет отчётливые полосы оливкового и коричневого цвета. Клюв длиной 2,5 см тонкий и изогнут книзу. Оперение молодых особей тусклое с менее отчётливыми полосами.
Вокализация представляет собой резкое перекатывающееся джиии, а песня — свист пииииииир.
Пестроголовый чешуйчатый древолаз очень похож на пятнистолобого чешуйчатого древолаза, (Lepidocolaptes affinis), но меньше по размеру, имеет полосы, на макушке нет пятен, и живёт на более низких высотах.
Пестроголовый чешуйчатый древолаз питается ползущими по стволам или прячущимися в коре и мхах пауками и насекомыми. Птицы обычно ведут одиночный образ жизни или живут парами, но в отличие от пятнистолобого чешуйчатого древолаза объединяются в смешанные кормящиеся стаи.
Этот вид получил научное название в честь французского зоолога и военного хирурга Луиса Франсуа Огюста Сулейэ.